# Yves Jumeau
Pour les articles homonymes, voir Jumeau (homonymie).
Yves Jumeau est un artiste plasticien français, né le 7 août 1955 au Mans.

## Biographie
Né d’un père maître verrier, Yves Jumeau est initié aux arts dès son plus jeune âge, à cinq ans, il réalise ses premiers panneaux de vitrail.
Durant ses études il continue de temps à autre à collaborer avec son père à la création et la restauration de vitraux.
Maintes expériences professionnelles très diverses, parmi lesquelles la direction d’entreprises, ne lui apportent pas les satisfactions correspondant à ses aspirations. Il cesse alors ses activités et reprend des études en électronique. Il obtient les diplômes d’ingénieur du son et de technicien régisseur lumière dans le spectacle. « De ce cheminement, découle aujourd’hui toute la liberté que l'on retrouve dans son expression artistique », estime Jung-Chou Lin.
Yves Jumeau en autodidacte, se consacre pleinement au travail du verre, dans une nouvelle voie, celle du volume, celle de la sculpture. À partir de mai 1984 son travail est exposé (Palais des Congrès du Mans, de Vittel,...), ses œuvres apparaissent pour la première fois dans les galeries en 1986 (Galerie Art Objet Angoulème, Galerie Artitude Paris).
Yves Jumeau explore plusieurs domaines de l'art contemporain. Il réalise des sculptures, des installations, des évènements (Tree of knowledge est mort, A ma Lulu forever,...), mais il contribue aussi à l'éclairage pour le cinéma d'art et essai. Spécialiste de la pâte de verre, ses œuvres utilisent des médiums tel que: le métal, le bronze, le plâtre, tissus, environnement sonore, clichés radiographiques, etc.
« Du très petit, passons au gigantisme, avec les projets monumentaux de décors en verre pour place publique. Car la créativité d'Yves Jumeau n'a pas de bornes, il nous montre des statues, des visages, de plusieurs mètres de haut, soutenus par une armature intérieure en tubes inoxydables, dignes de la statue de la Liberté. » considère Christian Germak.

## Cristallisation
Son travail de cristallisation, dès 2007, est un point de rencontre avec les concepts des ready-made de Marcel Duchamp. Le concept de cristallisation de Yves Jumeau consiste à recouvrir tout objet emblématique de cristaux de verre, créant ainsi une sorte de gangue à la fois expression du temps qui passe, mais aussi protection. L'objet ainsi pétrifié est plongé dans « une sorte de fixation du temps et de l'espace ».
« L'art d'Yves Jumeau est une manière de s'approprier les objets, les concepts, les environnements; de les absorber, les phagocyter pour nous les livrer dénués de leur fonction et de leur temporalité. Leur valeur symbolique est ainsi protégée semble-t-il pour l'éternité », considère Hsu.
Rolls-Royce, objets vestimentaires, objet d'art, etc. sont des supports privilégiés de cristallisation.